# Giovanni Martusciello
Giovanni Martusciello (Ischia, 19 de agosto de 1971) é um ex-futebolista e treinador de futebol italiano. Atualmente é colaborador-técnico de Maurizio Sarri na Juventus Football Club.

## Carreira
Na época de jogador, Martusciello era meia-atacante, iniciando a carreira em 1988, no Ischia Isolaverde, clube de sua cidade natal, pelo qual atuou até 1995, com 160 partidas e 6 gols marcados.
Teve passagem destacada pelo Empoli entre 1995 e 1999, alcançando 2 acessos consecutivos, chegando à Série A em 1996-97, com o então desconhecido Luciano Spalletti no comando técnico. Nos Azzurri, foram 118 jogos, com 12 gols.
Rodou também por Genoa e Palermo, ambos por empréstimo, entre 1999 e 2000. A partir deste ano, passou a defender clubes pequenos, jogando por Cittadella, Catania, Sambenedettese, Lucchese e Pontedera, parando de jogar em 2006.
Pouco depois da aposentadoria, Martusciello voltou ao Empoli, desta vez como auxiliar, função que exerceria até 2009 e voltaria a ocupá-la entre 2010 e 2016, quando foi promovido ao comando técnico após a saída de Marco Giampaolo. Depois de não conseguir evitar o rebaixamento da equipe, deixou o Empoli em maio de 2017, porém ficou apenas 2 meses desempregado: em julho, foi contratado para ser o colaborador-técnico de Spalletti na Inter de Milão. Em 2019 foi contratado pela Juventus para fazer parte da comissão técnica de Maurizio Sarri.

## Títulos
Empoli
- Série C1: 1995-96
- Campeonato Italiano de Futebol - Série B: 1996-97
- Coppa Italia Serie C: 1995-96

Ischia Isolaverde
- Série C2: 1990-91